# Taramni Haoussa
Taramni Haoussa ist ein Dorf in der Landgemeinde Doungou in Niger.

## Geographie
Das von einem traditionellen Ortsvorsteher (chef traditionnel) geleitete Dorf befindet sich rund sechs Kilometer nordöstlich des Hauptorts Doungou der gleichnamigen Landgemeinde, die zum Departement Kantché in der Region Zinder gehört. Zu den Siedlungen in der näheren Umgebung von Taramni Haoussa zählen Sabar Peulh im Norden, Maïwando Haoussa im Nordosten und Angoual Bako im Süden.
Es herrscht das Klima der Sahelzone vor, mit einer durchschnittlichen jährlichen Niederschlagsmenge zwischen 300 und 400 mm.

## Geschichte
Das Departement Kantché war in den 2010er Jahren stark von illegaler saisonaler Arbeitsmigration nach Algerien betroffen. Die gefährliche Route führte die Migranten durch die Wüste Sahara. Um dieses Phänomen einzudämmen, wurden von 2015 bis 2016 in mehreren Dorfgemeinschaften des Departements Gruppen etabliert, die Rückkehrern ein Einkommen vor Ort schaffen sollten. In Taramni Haoussa war dies die Gruppe Yaro nemi na kanka für Pflanzenölgewinnung, der 15 Personen angehörten. Das Projekt wurde von der Internationalen Organisation für Migration logistisch unterstützt und vom Schweizer Staatssekretariat für Migration finanziert.

## Bevölkerung
Bei der Volkszählung 2012 hatte Taramni Haoussa 891 Einwohner, die in 136 Haushalten lebten. Bei der Volkszählung 2001 betrug die Einwohnerzahl 1118 in 174 Haushalten und bei der Volkszählung 1988 belief sich die Einwohnerzahl auf 733 in 148 Haushalten.

## Wirtschaft und Infrastruktur
Es gibt eine Schule im Dorf. Durch Taramni Haoussa führt die 90,6 Kilometer lange Landstraße RR7-004 zwischen Matamèye und der Nationalstraße 11. Es handelt sich in diesem Abschnitt um eine einfache Erdstraße. Hier zweigt die 3,4 Kilometer lange Route 762 nach Sabar Peulh ab, eine wenig ausgebaute Landstraße.